# عدي بن أرطاة الفزاري
أبو واثلة عدي بن أرطاة الفزاري الدمشقي (؟ - 102 هـ ; ؟ - 720 م) تابعي محدث من رواة الحديث ويعد من الثقات من أهل دمشق وكان مِن العُقلاء الشُجعان، وقد روى له الْبُخَارِي، ولاه عمر بن عبد العزيز على البصرة عام 99 هـ واستمر عليها حتى قامت فتنة يزيد بن المهلب في العراق حيثُ قتله معاوية بن يزيد بن المهلب. والده هو الصحابي أرطاة الفزاري وأخوه زيد بن أرطاة الفزاري.

## شيوخه
- أَبِيهِ أرطاة الفزاري.
- أبو أمامة الباهلي.
- عمرو بْن عبسة.[5]

## تلاميذه
- بريد بْن أَبِي مريم السلولي.
- بكر بْن عَبْد اللَّهِ المزني.
- أَبُو عُثْمَان حيويه بْن أَبِي السمح القصاب.
- زيد بْن سلام بْن أَبِي سلام.
- عباد بْن مَنْصُور الناجي.
- عروة بْن قَبِيصَة.
- المفضل بْن لاحق.
- هِشَام بْن الغاز.
- يزيد بْن أَبِي مريم الشامي.
- أَبُو سلام الأسود.[6]

## ولايته
في سنة تسع وتسعين استعمل عمر بن عبد العزيز عدي كوالي على البصرة وكان قد أمره بأسر يزيد بن المهلب فعندما قدم يزيد ليسلم عَلَيْهِ أوثقه فِي الحديد، وبعث بِهِ إلى عُمَر بْن عَبْد الْعَزِيز، فحبس في الشام حَتَّى مَاتَ عمر ثم هرب وفِي سنة إحدى ومائة دَخَلَ يَزِيد بْن المهلب البصرة ليلة البدر فِي شَهْر رمضان فجاذبه عدي وأشعل الحروب هناك حتى قتل. وقيل:" قدم عدي على البصرة، فقيد يزيد بْن المهلب، ونفذه إلى عمر بْن عَبْد العزيز، فلما مات عمر، انفلت، ودعا إلى نفسه، وتسمى بالقحطاني، ونصب رايات سوداء، وقال: أدعوا إلى سيرة عمر بْن الخطاب، فحاربه مسلمة بْن عَبْد الملك وقتله ".
وخلال فترة ولايته أرسل له عمر بن عبد العزيز عدة رسائل منها ما ذكرها عَبْد الرَّحْمَنِ بْن يَزِيد بْن جَابِر حيث قال:
كتب عُمَر بْن عَبْد الْعَزِيز إِلَى عدي بْن أرطاة: أما بَعْد، إياكَ أَن تُدرِككَ الصرعةَ عِنْدَ الغرةَ، فلا تُقال العثرةَ، ولا تُمكن مِن الرجعةَ، ولا يعذُرُك مَن تقدم عَلَيْهِ، ولا يَحمدكَ من خَلَفتَ لما تركتَ، والسلامَ.
وأتى إلى دمشق رجل من البصرة يشكي عدي لعمر بن عبد العزيز فأرسل له:
«إنكَ غررتني بِعِمامَتِكَ السوداء، ومُجالستِكَ الُقراء، وقد أظهرنا اللَّه على كثير مما تكتمونَ، أما تمشون بين القبورَ؟ !».
ويقول أحد تلاميذ عدي بن أرطاة عنه:
سمعت عدي بْن أرطاة يخطب عَلَى منبر المدائني، فجعل يعظنا حَتَّى بكى وأبكانا، ثُمَّ قال: كونوا كرجل، قال لابنه وهُوَ يعظه: يا بُنَي، أوصيك أَن لا تصلي صلاة إلا ظننت ألا تصلي بعدها غيرها حَتَّى تموت، وتعال بَنِي حَتَّى نعمل عمل رجلين، كأنهما قَدْ وقفا عَلَى النار ثُمَّ سألاه الكره.

## مقتله
عندما قَتل مسلمة بن عبد الملك يزيد بن المهلب وَثَبَ مُعاوية بن يزيد بن المهلب على عدي بن أرطاة الفزاري من أجل الثأر لأبيه وقتله وكان ذلك في شهر صفر سنة اثنتين ومائة.

## مكانته عندالعلماء
- ذكره أَبُو زرعة الدمشقي فِي الطبقة الثالثة.
- ذكره خليفة بْن خياط فِي الطبقة الثَّانِيَة.
- ذكره أَبُو الْحَسَنِ بْنُ سميع فِي الطبقة الرابعة.
- ذكره ابْن حبان فِي كتاب الثقات.
- قال الدارقطني: يحتج بِهِ.[14]